# Centuria (rzeka)
Centuria – rzeka mająca źródło w lesie leżącym na terenie gminy Ogrodzieniec w województwie śląskim, a ujście do Białej Przemszy – jest jej dopływem prawobrzeżnym (dorzecze Wisły). 

## Źródła rzeki
Źródła rzeki położone są na wysokości 345 m n.p.m., w dolinie porośniętej lasem sosnowym. Woda źródlana w ilości 20-70 l/s wypływa z grubej warstwy piasków. Nisza źródliskowa jest płaska i otoczona wysokimi, stromymi, piaszczystymi zboczami. Zespół źródeł rzeki jest uznany za pomnik przyrody nieożywionej na mocy rozporządzenia wojewody śląskiego z 3 czerwca 2004 roku (t.j. Dz. Urz. Woj. Śl. nr 50 z 2004 r., poz. 1580) w celu ochrony cennego przyrodniczo zespołu źródeł rzeki Centurii. Powierzchnia objęta ochroną wynosi 1,23 ha i znajduje się na terenie Parku Krajobrazowego Orlich Gniazd. 
Centuria tworzy w pobliżu swoich źródeł liczne rozlewiska i mokradła, które stanowią doskonałe siedlisko dla zróżnicowanej roślinności wodno-błotnej. W źródliskach Centurii występuje warzucha polska – zagrożony endemit polski wpisany do Polskiej Czerwonej Księgi Roślin.
W Centurii występuje również bardzo rzadki minóg strumieniowy.